# Orgilus mongolicus
Orgilus mongolicus är en stekelart som beskrevs av Taeger 1989. Orgilus mongolicus ingår i släktet Orgilus och familjen bracksteklar. Inga underarter finns listade i Catalogue of Life.